# 韩林儿
韓林兒（1339年2月23日—1367年1月），河北栾城人，元末民变领袖之一，白莲教教主，教眾奉立為帝，國號「宋」，後因船難而歿，死因有意外說、是朱元璋派人殺的。

## 生平
祖上历代为白莲教教主，號稱「明王」。元武宗至大年间，禁绝白莲教，其曾祖父谪徙永年。元末，其父韩山童以弥勒佛下凡救世为号召，擴充实力。
元顺帝至正十一年（1351年），韩山童利用贾鲁开黄河之机，自称宋徽宗八世孙，与杜遵道、刘福通、罗文素、盛文郁等人召集河工起义，五月在颍州盟誓天地，不料被当地官吏察覺，韩山童被杀。
其后刘福通召集部众，再次发动起义，以韩林儿为帝，号“小明王”，国号为「宋」，年号「龙凤」，军称红巾军。尊韩山童妻杨氏为皇太后。龙凤元年（1355年），刘福通发动三路北伐。二年（1356年）十二月亳州陷落，韩林儿奉杨太后出走安丰。龙凤四年（1358年）占领汴梁城，并迁都於此，筑宫殿于旧城中，迎韩林儿、杨太后居之。但旋即遭到察罕帖木儿等人的反攻，龙凤五年（1359年）八月城破，韩林儿逃至安丰。後宮妃嬪、家屬，与五千名被俘官吏等均被押送至大都，及後处决。
龙凤九年（1363年），张士诚派部将吕珍围攻安丰，刘福通战死，韩林儿被朱元璋救出。此后，韩林儿被朱元璋安置在滁州，仍然被奉为皇帝。
龙凤十二年十二月（1367年1月1日—30日），朱元璋派廖永忠迎接韩林儿至應天府，途中在瓜步渡长江时，韩林儿遇船難溺死，至於他的死亡，是意外，抑或被朱元璋謀殺，不得而知，时年二十六岁。

## 相關影視作品

### 電視劇
| 年份 | 電視台     | 劇名       | 演員   |
| 1987 | TVB        | 大明羣英   | 田永加 |
| 2001 | TVB        | 倚天屠龍記 | 梁輝宗 |
| 2004 | PPTV       | 風雲爭霸   | 李進榮 |
| 2008 | 愛奇藝     | 朱元璋     | 林傑妮 |
| 2009 | 温州电视台 | 倚天屠龍記 | 侯京健 |
| 2016 | 重慶电视台 | 真命天子   | 徐海喬 |

## 動漫
- 《天子傳奇6洪武大帝》: